# Правая Водовойка
Правая Водовойка — река в России, протекает в Уржумском районе Кировской области. Устье реки находится в 6,2 км по правому берегу реки Водовойка. Длина реки составляет 12 км.
Исток реки находится западнее посёлка Александровский в 20 км к северо-западу от Уржума. Течёт на северо-запад, протекает деревню Рублево. В деревне Адово впадает в Водовойку, которая до устья правой Водовойки также называется Левой Водовойкой.

## Данные водного реестра
По данным государственного водного реестра России относится к Камскому бассейновому округу, водохозяйственный участок реки — Вятка от города Котельнич до водомерного поста посёлка городского типа Аркуль, речной подбассейн реки — Вятка. Речной бассейн реки — Кама.
По данным геоинформационной системы водохозяйственного районирования территории РФ, подготовленной Федеральным агентством водных ресурсов:
- Код водного объекта в государственном водном реестре — 10010300412111100037853
- Код по гидрологической изученности (ГИ) — 111103785
- Код бассейна — 10.01.03.004
- Номер тома по ГИ — 11
- Выпуск по ГИ — 1